# Under the Radar Over the Top
Under the Radar Over the Top är ett musikalbum av Scooter från 2009. Skivan är baserad på nu-style hardstyle, eurotrance som även kan betecknas som handz up. Många gamla fans blev besvikna på den, på grund av att låtar på skivan är tagna från andra hardstyle-låtar. [källa behövs]

## Låtlista
1. Stealth
2. J'adore Hardcore
3. Ti Sento
4. State Of Mind
5. Where The Beats...
6. Bit A Bad Boy
7. The Sound Above My Hair
8. See Your Smile
9. Clic Clac
10. Second Skin
11. Stuck On Replay
12. Metropolis